# TL;DR
TL;DR of TLDR (ook in kleine letters), kort voor "too long; didn't read" (letterlijk "te lang; niet gelezen"), is een uitdrukking die op het internet gebruikt wordt om te zeggen dat een tekst genegeerd wordt vanwege de lengte, of als een aanduiding van een samenvatting van een onlinebericht of -nieuwsartikel. De uitdrukking komt voort uit internetjargon, waar het vaak gebruikt wordt in geciteerde antwoorden (zoals fora, mailinglijsten en nieuwsgroepen) om de schrijver erop te wijzen dat de overgeslagen delen te lang zijn.
De afkorting is gebaseerd op het principe dat als de schrijver niet de tijd neemt om zijn bericht bondig te formuleren, de lezer een geldige reden heeft om geen tijd te besteden aan het lezen. Het kan ook betekenen dat er onvoldoende materiaal van waarde of belang is om de benodigde leestijd te verantwoorden.
De uitdrukking is zeker sinds 2003 in gebruik. In 2013 werd TL;DR toegevoegd aan de onlineversie van de Oxford English Dictionary.

## Eponiemen
Op reddit is tldr de subreddit die dient als dagelijks overzicht van de site. Lange berichten op reddit worden vaak gevolgd of voorafgegaan door een samenvatting, bestaande uit een zin of korte paragraaf dat als voorvoegsel "TL;DR" heeft. De afkorting wordt soms gebruikt als zelfstandig naamwoord om zo'n samenvatting aan de duiden, als in: "gelieve een TL;DR toe te voegen aan je bericht".
Het gezegde inspireerde de naam van Terms of Service; Didn't Read, een website die gericht is op het analyseren en evalueren van de gebruiksrechtovereenkomst en privacy-overeenkomsten van grote serviceproviders.